# Самоубиство вешањем
Самоубиство вешањем је намерно убиство себе (самоубиство) вешањем са тачке сидрења као што је греда или кука, конопцем или гајтаном или скакањем са висине са омчом око врата.
Вешање се често сматра једноставном методом самоубиства која не захтева компликоване технике; студија о људима који су покушали самоубиство вешањем и живели обично сугерише да ова перцепција можда није тачна. То је једна од најчешће коришћених метода самоубиства и има високу стопу морталитета; Ганел даје цифру од најмање 70 одсто. Потребни материјали су лако доступни, што га чини тешким методом за спречавање. У Међународној статистичкој класификацији болести и сродних здравствених проблема, самоубиства вешањем су класификована под шифром X70: „Намерно самоповређивање вешањем, дављењем и гушењем“.
Вешање се дели на висеће вешање и много ређе вешање падањем - ово последње може да убије на различите начине. Људи који преживе или зато што се пупчана врпца или њена причврсна тачка пуца, или зато што су откривени и посечени, могу се суочити са низом озбиљних повреда, укључујући церебралну аноксију (која може довести до трајног оштећења мозга), прелом ларинкса, прелом вратне кичме, прелом душника, лацерација ждрела и повреда каротидне артерије. Рон М. Браун пише да вешање има „прилично неупадљиву и компликовану симболичку историју“. Постоје коментари о вешању у антици, и оно има различите културолошке интерпретације. Кроз историју су бројне познате личности умрле због самоубиства вешањем.

## Медицински ефекти и лечење
Људи који преживе вешање пријављују да виде светла која трепћу и чују звукове звона. Врат људи око којих је завезана омча обично је обележен браздама где је лигатура стезала врат. Често се види и обрнута ознака латиничном слова V. Због притиска на вилицу, језик понекад вири, што доводи до сушења. У зависности од околности, петехије могу бити присутне на очима, лицу, ногама и стопалима. Преломи вратне кичме су ретки, осим ако је падом особа обешена, што обично изазива повреду познату као вешачки прелом. Висење суспензије обично доводи до церебралне хипоксије и смањења тонуса мишића око врата. Према Ауфдерхајду, најчешћи узрок смрти вешања је церебрална хипоксија.
Већина људи који су обешени умиру пре него што буду пронађени; израз "пред вешањем" односи се на оне који преживе (барем неко време—на пример, док не стигну у болницу). Почетни третман преживелих прати „уобичајене приоритете дисајних путева, дисања и циркулације (АБЦ)“. Лечење треба да буде „усмерено на контролу дисајних путева са ендотрахеалном интубацијом, вентилацијом коришћењем позитивног притиска на крају издисаја и хипервентилацијом са додатним кисеоником за контролу интракранијалног притиска“. Једно истраживање људи који су доживели скоро вешање, а који су били адекватно лечени у болници, показало је да је 77 одсто њих преживело.

## Преваленција
Према Антону Ј. Л. ван Хофу, вешање је било најчешћи метод самоубиства у примитивним и прединдустријским друштвима. Прегледом 56 земаља из 2008. године на основу података о смртности Светске здравствене организације утврђено је да је вешање најчешћа метода у већини земаља, што чини 53 процента самоубистава мушкараца и 39 процената самоубистава жена.
У Енглеској и Велсу, вешање је најчешће коришћена метода, а посебно је распрострањена у групи мушкараца од 15 до 44 године, која чини скоро половину самоубистава у групи. То је друга најчешћа метода код жена, иза тровања. Године 1981. вешање је чинило 23,5 посто мушких самоубистава, а до 2001. тај број је порастао на 44,2 посто. Удео вешања као самоубистава 2005. године међу женама старости од 15 до 34 године био је 47,2 одсто, што је пораст са 5,7 одсто 1968. године. У Сједињеним Државама то је друга најчешћа метода, иза ватреног оружја, и далеко је најчешћа метода за оне на психијатријским одељењима и болницама. Вешање чини већи проценат самоубистава међу млађим Американцима него међу старијима. Постоје разлике међу етничким групама; истраживања сугеришу да је вешање најчешћи метод међу Кинеским Американцима и Јапанским Американцима. Вешање је такође често коришћена метода за притворене у неколико земаља.

## Процес
Уопштено говорећи, постоје две методе вешања: висеће вешање (вешање тела на врату) и вешање у паду (прорачунски пад дизајниран да сломи врат). Ручно дављење и гушење се такође могу сматрати заједно са вешањем.
Да би се извршило вешање, конопац или друга лигатура се веже у омчу која иде око врата, формира се чвор (често чвор који се лако затеже), а други крај ужета се везује за тачку лигатуре; тело се затим суспендује, чиме се затеже лигатура око врата.
Без обзира на материјал који се користи за формирање омче, вешање ће убити особу на три начина: компресија каротидних артерија, југуларних вена или дисајних путева. Око 5 килограма је потребно притиска за компресију каротидне артерије; 20 килограма за вратне вене; и најмање 15 килограма за дисајне путеве. Колико времена је потребно да се изгуби свест и умре тешко је тачно предвидети и зависи од неколико фактора. Неки верују да до несвести долази за пет секунди, иако Алан Ган пише да обично траје дуже. Човеку који је снимио своје вешање требало је 13 секунди да изгуби свест, 1 минут и 38 секунди да изгуби тонус мишића и 4 минута и 10 секунди да престане кретање мишића. Потпуна суспензија није потребна; већина самоубистава вешањем се врши делимичном суспензијом, према Вјату. Гео Стоун, аутор књиге Самоубиство и покушај самоубиства: Методе и последице, сугерише да је смрт због опструкције дисајних путева болнија него на друге начине.
Циљ вешања, које се такође често користи у егзекуцијама, је да се сломи врат. Учесници падају вертикално са конопцем причвршћеним за врат, који када је затегнут примењује силу довољну да прекине кичмену мождину, узрокујући смрт. Дужина пада, обично између 1,56 и 2,75 метара, израчуната је тако да је довољно кратка да омогући мање болну смрт, али довољно дуга да избегне да особа остане жива и хендикепирана. Овај облик самоубиства је много ређи од вешања и вероватно ће бити мање болан.

## Повезани елементи
Већина смртних случајева вешањем у Великој Британији и САД-у су самоубиства, иако постоје неки случајеви који укључују еротску гушење. Убиства могу бити прерушена у самоубиство вешањем. Карактеристике које сугеришу да је смрт убиство укључују трагове лигатуре испод ларинкса, огреботине на лигатури и присуство значајних повреда на кожи врата.

## Културни аспекти
Историјски гледано, земље које су недавно користиле вешање као метод смртне казне обично имају ниску стопу самоубистава вешањем, што може бити зато што су таква самоубиства сматрана срамотним, према Фармеру и Роду. Вешање, са његовом везом са правдом и неправдом, је оно што Министарство здравља и бриге о старима Аустралије назива „посебно супротстављеним приказом отпора, пркоса, индивидуалне контроле и оптуживања кривице“; то је „укор и изјава о безбрижним односима, незадовољеним потребама, личним мукама и емоционалној исплати“. Студија из 2010. коју је спровео Британски часопис за психијатрију која је истраживала мотивацију људи који су покушали скоро фатални покушај самоубиства показала је да су они који су покушали вешање то сматрали безболном, брзом, једноставном и чистом методом, док су они који су се одлучили за јер је другачији метод имао супротан став.
У кинеској култури постоји популарно веровање да ће духови оних који су умрли од самоубиства вешањем прогањати и мучити преживеле, јер су умрли у бесу и са осећањем непријатељства и беса. Љуте и потлачене жене би ову методу користиле као чин освете. Ли и Клајнман пишу да је вешање, најчешћа метода у традиционалној Кини, био „коначан, али недвосмислен начин мировања против и изнад опресивних власти, често са самоубиством свечано обученим пре коначног чина”.
У старом Риму, смрт вешањем – самоубиство или на неки други начин – сматрана је посебно срамотном, а онима који су умрли овим методом одбијено је сахрањивање. Вергилијева Енејида, на пример, помиње омчу као nodum informis leti („завој непристојне смрти“). Тимоти Хил пише да нема коначног објашњења зашто је стигма постојала; сугерисано је да је вешање било метод сиромашних. Грци су вешање сматрали смрћу жене јер су многе жене умрле овим методом. Студија је показала да је, у литерарним изворима, 1,5–10 процената и 30 процената самоубистава у римској и грчкој цивилизацији, било вешањем.

Самоубиство вешањем је посебно уобичајено међу староседеоцима Аустралије, који имају високу стопу самоубистава, посебно међу младићима. Ернест Хантер и Десли Харви сугеришу да је вешање одговорно за две трећине самоубистава домородаца. Вешање има дубоко симболичко значење у домородачкој аустралској култури, изван оних везаних за тај чин уопште. Вешање се појављује у аутохтоној уметности, филму, музици и књижевности. Постоје извештаји о гласовима који охрабрују људе да се убију и о сабласним фигурама које држе омчу, али не говоре ништа.